# 津崎公平
津崎 公平（つざき こうへい、1928年10月1日 - 1995年）は、日本の俳優、映画監督、脚本家である。映画監督・脚本家としては、安芸 敬三、秋山 駿（あきやま しゅん）、木之下 晃明（きのした こうめい）と名乗った。本名は木下 伸一（きのした しんいち）。ピンク映画史に於いて、監督に挑んだ男優の魁といわれる。

## 人物・来歴
1928年（昭和3年）10月1日、広島県呉市西愛宕町に生まれる。10歳のころ、貿易を営む父とともに上海に移る。第二次世界大戦終了後、満21歳を迎える1949年（昭和24年）に帰国し、早稲田大学文学部に編入するが、翌1950年（昭和25年）には中途退学した。読売新聞編集局に勤務したのちに、映画監督のマキノ雅弘に弟子入りし、助監督も務めている。
記録の上でもっとも古いものは、1960年（昭和35年）11月21日に放映を開始（ - 同年12月26日）した、KRテレビ（TBSテレビ）の連続テレビ映画『蒼い描点』や、1961年（昭和36年）1月16日に放映された日本テレビ放送網の単発テレビ映画『関白亭主』への出演であった。1965年（昭和40年）8月29日に公開された、安藤昇が主演によって映画デビューを飾った湯浅浪男監督の『血と掟』で、津崎もまた満36歳にして映画デビューした。本作出演を機に松竹と契約するが、この直前に湯浅監督のピンク映画『牝蜂』に出演していたことが判明し、会社からクレームが付き、同年の『やさぐれの掟』、『逃亡と掟』、および翌1966年（昭和41年）1月15日に公開された『望郷と掟』に出たあと契約を破棄された。ピンク映画を蔑視するような会社の言い分に我慢できず、あえて条件低劣な日陰の道を選び、同年3月に大蔵映画が配給して公開された渡辺護監督の『うまず女』に出演、以降、成人映画、とりわけいわゆるピンク映画の世界に踏み出す。同年11月、湯浅監督に誘われ台湾に渡り、台湾との合作『母ありて命ある日に』と台湾資本で撮られた『東京流浪者』『懐念的人』に出演した。
芸名は1950年代に富田常雄原作の「姿三四郎」のテレビ映画で、この登場人物である"津崎公平"役をやったからとされる。一介の俳優の身ながら、台本もまともに読めない女優や演出もろくにできない監督に苦言を呈し、拙速によるピンク映画の濫作状況を憂いていた反骨漢であった。1967年（昭和42年）の大和屋竺監督『荒野のダッチワイフ』では、背広にサングラス姿で登場し脇役ながら存在感を示した。1968年（昭和43年）8月公開された『崩れた官能』で監督デビュー、広島出身らしく監督名は「安芸敬三」とした。同年の『絶唱』、1970年2月公開の『色欲の報酬』、6月公開の『情欲の交換』の4本を「安芸敬三」名で監督。その後「秋山駿」と改名し1970年8月公開の『娼婦激情の宿』から役者兼業で15本を監督したといわれる。『芸能人物事 明治大正昭和』では、1970年（昭和45年）に「秋山駿」の名で『絶品』という映画で監督としてデビューした、という旨の記述があるが、日本映画データベースおよび文化庁の「日本映画情報システム」では同作が特定できない。「秋山駿」名ではっきりと公開記録がある最も古いものは、1971年（昭和46年）1月に葵映画が製作・配給して公開した辰巳典子主演の『新手 女ぜめ裏表』である。以降、「秋山駿」の名で、1974年（昭和49年）10月に公開された『性のうずき』まで、15作のピンク映画を監督した。ピンク映画に一家言持ち、俳優業を続けながら独学でシナリオ作法を勉強した情熱と熱心さがあり、津崎同様に業界の現状打破を唱えていた木俣堯喬の製作姿勢に一脈通じて1973年（昭和48年）一時的にプロダクション鷹に参加した。文芸評論家の秋山駿とは関係はない。
1978年（昭和53年）5月11日には、「木之下晃明」の名で監督した一般映画『人間の骨』が公開された。公開時には「マキノ雅弘門下の木之下晃明」と紹介された。
1993年（平成5年）には、佐野和宏監督の2作『変態テレフォンONANIE』『性感極秘マッサージ 全身愛撫』に出演したが、1995年（平成7年）、正確な日付は不明であるが死去した。享年68（満66-67歳没）。
2012年（平成24年）7月現在、東京国立近代美術館フィルムセンターは、津崎の出演・監督した作品のうち、『情欲の黒水仙』、『いろの道づれ』、『腹貸し女』、『残忍(秘)女責め』、『お妾女高生』、『肉体の餌』、『痴女の戯れ』、『夜になったら殺して』、『肉体ハイジャック 殺しの前の快楽』、『色ぼけ四十八態』、『好色数え唄 私を泣かせて』、『現代姦通伝』、『脱がせて脱がせて 大勝負』、『濡れる柔肌』、『絶倫夫人』、『姐さんブルース 恍惚の花弁』、『変態性犯罪』、『女高性 不純異性交遊』、『森尾歩衣 聖水折檻』、『性感極秘マッサージ 全身愛撫』の20作の上映用プリント等を所蔵している。

## フィルモグラフィ
文化庁「日本映画情報システム」、および日本映画データベース、キネマ旬報映画データベース、テレビドラマデータベース、インターネット・ムービー・データベースに掲載されている同社製作・配給作品の一覧である。特筆以外はすべて「出演」であり「出演」はすべて「津崎公平」名義である。脚本・監督については、特筆以外はすべて「秋山駿」名義である。
1960年 - 1961年
- 『松本清張シリーズ・黒い断層』第19回 - 第24回『蒼い描点』全6回 : ナショナル ゴールデン・アワー、KRテレビ、連続テレビ映画、1960年11月21日 - 同年12月26日放映
- 『夫婦百景』第141回『関白亭主』: 作木村三四郎、製作日本テレビ放送網、テレビ映画、1961年1月16日放映

1965年
- 『血と掟』 : 監督・脚本湯浅浪男、原作・主演安藤昇、製作第七グループ、配給松竹、1965年8月29日公開 - 「島崎始」役で出演
- 『やさぐれの掟』 : 監督・脚本湯浅浪男、主演高宮敬二、製作CAG、配給松竹、1965年9月30日公開 - 「岡島三郎」役で出演
- 『逃亡と掟』 : 監督・脚本湯浅浪男、主演安藤昇、製作CAG、配給松竹、1965年11月20日公開 - 「川田」役で出演

1966年
- 『望郷と掟』 : 監督野村芳太郎、企画・主演安藤昇、製作松竹/CAG、配給松竹、1966年1月15日公開 - 「津田」役で出演
- 『うまず女』 : 監督渡辺護、主演丘百合子、製作扇映画プロダクション、配給大蔵映画、1966年3月公開 - 「中村晋松」役で出演
- 『狂った女神』 : 監督山本晋也、共演若尾礼子、製作オリジナル映画、配給大蔵映画、1966年4月公開 - 主演
- 『悪僧』 : 監督向井寛、共演内田高子、製作東京芸術映画協会、配給国映、1966年6月公開 - 「竜雲」役で主演
- 『絶品の女』 : 監督渡辺護、主演新高恵子、製作扇映画プロダクション、配給大蔵映画、1966年7月公開
- 『指にかける女』 : 監督西原儀一、脚本・主演香取環、製作・配給葵映画、1966年10月公開
- 『禁じられた乳房』 : 監督小川欽也、主演新高恵子、大蔵映画、1966年10月公開（フィルムセンター所蔵）[5]
- 『禁じられたテクニック』 : 監督向井寛、主演可能かづ子、製作・配給日本シネマ、1966年11月公開
- 『母ありて命ある日に』 : 監督湯浅浪男、1966年11月製作（日本・台湾合作・未完成）[10]
- 『東京流浪者』 : 監督湯浅浪男、1966年公開、主演東條民枝、製作永芳有限公司（台湾）[10]

1967年
- 『情欲の黒水仙』 : 監督若松孝二、主演寺島幹夫・向井マリ、製作若松プロダクション、配給六邦映画、1967年2月21日公開（フィルムセンター所蔵）[5]
- 『いろの道づれ』 : 監督向井寛、主演左京未知子、製作東京第一フィルム、配給六邦映画　1967年7月2日公開（フィルムセンター所蔵）[5]
- 『女の媚態』 : 監督向井寛、主演中村昭子、製作日本芸術協会、配給関東ムービー配給社、1967年7月11日公開
- 『懐念的人』 : 監督湯浅浪男、製作永新有限公司（台湾）、1967年7月22日公開[10]
- 『激しい交歓』 : 監督東元薫（梅沢薫）、主演松井康子、製作・配給日映企画、1967年8月公開
- 『強烈な…青い穴』 : 監督東元薫、主演水城リカ、製作・配給日映企画、1967年9月公開
- 『荒野のダッチワイフ』 : 監督大和屋竺、主演渡みき、製作・配給国映、1967年10月3日公開
- 『狂ったいとなみ』 : 監督佐々木元、製作東京芸術映画協会、配給関東ムービー配給社、1967年10月13日公開 - 主演
- 『毒婦』 : 監督佐々木元、製作青年群像、配給関東ムービー配給社、1967年公開 - 「杉山幸平」役で出演

1968年
- 『腹貸し女』 : 監督若松孝二、主演門麻実、製作・配給若松プロダクション、1968年3月公開（映倫番号15278, フィルムセンター所蔵[5]） - 「小野寺」役で出演
- 『崩れた官能』 : 出演瀬川道代、製作東京芸術映画協会、1968年8月公開 - 監督（「安芸敬三名義」）[8]
- 『金瓶梅』 : 監督若松孝二、主演真山知子、製作ユニコンフィルム、配給松竹、1968年9月27日公開 - 「応伯爵」役で出演
- 『セックスドライブ』 : 監督品川照二（本木荘二郎）、出演清水世津、製作シネユニモンド、配給、1968年10月公開 - 「佐藤」役で出演
- 『残忍(秘)女責め』 : 監督梅沢薫、主演林美樹、製作・配給日本シネマ、1968年12月公開（フィルムセンター所蔵）[5]
- 『お妾女高生』 : 監督嵯峨泰彦（佐々木元）、主演桂奈美、製作・配給日本シネマ　1968年公開（フィルムセンター所蔵）[5]
- 『肉体の餌』 : 監督梅沢薫、主演林美樹、製作・配給日本シネマ、1968年公開（フィルムセンター所蔵）[5]
- 『絶唱』 : 出演如月のり子、製作東京芸術映画協会、1968年公開月不明 - 監督（「安芸敬三名義」）[8]

1969年
- 『野郎と情婦』 : 監督佐々木元、主演清水世津、製作・配給葵映画、1969年2月公開
- 『おいろけ天使』 : 監督西原儀一、主演香取環、製作・配給葵映画、1969年2月公開
- 『新日本暴行暗黒史 復讐鬼』 : 監督若松孝二、主演津島明子、製作・配給若松プロダクション、1969年2月公開
- 『寝強犯』 : 監督東元薫、主演桂奈美、製作上松プロダクション、配給日映、1969年2月公開
- 『悶え狂い』 : 監督佐々木元、主演一星ケミ、製作上松プロダクション、配給日映、1969年2月公開
- 『破れた肉体』 : 監督結城康生、主演桂奈美、製作・配給日本シネマ、1969年4月公開 - 「津川公平」役で出演
- 『競艶おんな極道 色道二十八人衆』 : 監督武田有生、主演珠瑠美、製作・配給六邦映画、1969年6月公開
- 『好色 きんちゃく切りの女』 : 監督奥脇敏夫、主演馬場敬子、製作・配給ワールド映画、1969年7月公開
- 『穴に賭ける』 : 監督品川照二、主演美川真紀、製作Gプロダクション、配給関東ムービー配給社、1969年8月公開
- 『引き裂かれたブルーフィルム』 : 監督梅沢薫、主演桂奈美、製作朝倉プロダクション、配給国映、1969年8月公開
- 『痴女の戯れ』 : 監督奥脇敏夫、主演辰巳典子、製作・配給日本シネマ、1969年8月公開（フィルムセンター所蔵）[5]
- 『夜になったら殺して』 : 監督宮口圭、主演辰巳典子、製作・配給日本シネマ、1969年8月公開（フィルムセンター所蔵）[5]
- 『まくらの悪戯』 : 監督酒匂真直、主演珠瑠美、製作プロモーション企画、配給六邦映画、1969年9月公開
- 『情欲の鞭』 : 監督武田有生、主演柏原洋子、製作北都プロダクション、配給葵映画、1969年10月公開
- 『ニュージャック&ヴェティ』 : 監督沖島勲、共演香取環、製作若松プロダクション、配給、1969年公開 - 主演

1970年
- 『色欲の報酬』 : 出演、配給ミリオンフィルム、1970年2月公開 - 監督（「安芸敬三」名義）[8]
- 『濡れ牡丹 五悪人暴行篇』 : 監督梅沢薫、主演港雄一・山本昌平・里見孝二・大和屋竺・真湖道代、製作・配給国映、1970年5月公開
- 『肉体ハイジャック 殺しの前の快楽』 : 監督梅沢薫、主演谷身知子、製作・配給日本シネマ、1970年5月公開（フィルムセンター所蔵）[5]
- 『色ぼけ四十八態』 : 監督木俣堯喬、出演青山美沙、製作ミリオンフィルム（プロダクション鷹）、配給国映、1970年5月公開（フィルムセンター所蔵）[5]
- 『情欲の交換』 : 出演、配給大蔵映画、1970年6月公開 - 監督（「安芸敬三名義」）[8]
- 『娼婦激情の宿』 : 出演瀬川ルミ、製作・配給葵映画、1970年8月公開 - 監督
- 『いろ乃湯 裸女百態』 : 出演真湖道代、製作・配給葵映画、1970年11月公開 - 監督・脚本
- 『日本暴行暗黒史 怨獣』 : 監督若松孝二、主演辰巳典子、製作若松プロダクション/六邦映画、配給新三和、1970年12月公開
- 『湯の街あんま もみもみ商売』 : 出演高島和子、製作・配給葵映画、1970年12月公開 - 監督・脚本（「秋山駿」）・出演（「津崎公平」）
- 『好色数え唄 私を泣かせて』 : 監督佐々木元、共演辰巳典子、製作・配給日本シネマ、1970年公開（フィルムセンター所蔵）[5] - 主演
- 『現代姦通伝』 : 監督梅沢薫、主演辰巳典子、製作・配給日本シネマ、1970年公開（フィルムセンター所蔵）[5]

1971年
- 『新手 女ぜめ裏表』 : 出演辰巳典子、製作・配給葵映画、1971年1月公開 - 監督・脚本
- 『脱がせて脱がせて 大勝負』 : 監督山本晋也、主演、製作・配給東京興映、1971年3月公開（フィルムセンター所蔵）[5]
- 『偽産婦人科医』 : 製作・配給ワールド映画、1971年6月公開 - 監督
- 『処女開花』 : 出演杉村久美、製作・配給ワールド映画、1971年9月公開 - 監督
- 『性の求道者』 : 出演真湖道代、製作・配給ワールド映画、1971年10月公開 - 監督
- 『エロだらけの一生』 : 出演谷身知子、製作・配給ワールド映画、1971年11月公開 - 監督
- 『未亡人の祭典』 : 製作・配給ワールド映画、1971年12月公開 - 監督
- 『濡れる柔肌』 : 主演杉村久美、製作槙プロダクション、1971年公開（フィルムセンター所蔵）[5] - 監督・脚本（「秋山駿」）・出演（「津崎公平」）

1973年
- 『にっぽんセックスまん遊記』 : 製作プリマ企画、配給不明、1973年3月公開 - 監督
- 『実録ポルノ 失神の魔術師』 : 製作プリマ企画、配給不明、1973年4月公開 - 監督
- 『絶倫夫人』 : 主演珠瑠美、製作プロダクション鷹、配給ミリオンフィルム、1973年9月公開（フィルムセンター所蔵）[5] - 監督
- 『競艶ホストクラブの女』 : 製作東京興映、配給不明、1973年10月公開 - 監督
- 『姐さんブルース 恍惚の花弁』 : 製作プロダクション鷹、配給ミリオンフィルム、1973年12月公開（フィルムセンター所蔵）[5] - 監督

1974年
- 『性のうずき』 : 製作プリマ企画、配給不明、1974年10月公開 - 監督

1977年
- 『私は誘拐されました 女体実験』 : 監督東元薫、主演仁科鳩美、製作ユニバースプロダクション、配給、1977年3月公開
- 『強烈トルコ人力車』 : 監督稲尾実（深町章）、主演桜スミ、製作・配給新東宝映画、1977年5月公開

1978年
- 『人間の骨』 : 主演佐藤仁哉、製作「人間の骨」映画プロダクション、1978年5月11日公開（映倫番号19317） - 監督・脚本（「木之下晃明」名義）

1979年
- 『暴漢 処女を襲う』 : 監督和泉聖治、主演朝霧友香、製作プロダクション鷹、配給ミリオンフィルム、1979年12月8日公開

1980年
- 『セックスドキュメント 若妻監禁』 : 監督和泉聖治、主演風間舞子、製作プロダクション鷹、配給にっかつ（日活）、1980年3月29日公開
- 『聖女地獄絵図』 : 監督佐野日出夫、主演吉田さより、製作獅子プロダクション、配給東映セントラルフィルム、1980年5月公開
- 『激縛昇天夫人』 : 監督市村譲、主演井上まり子、製作サン企画、配給大蔵映画、1980年7月公開
- 『変態SEX 私とろける』 : 監督渡辺護、主演夏麗子、製作現代映像企画、配給にっかつ、1980年9月6日公開
- 『変態性犯罪』 : 監督飯泉大（北沢幸雄）、主演青野梨魔、製作小川企画プロダクション、配給大蔵映画、1980年10月公開（フィルムセンター所蔵）[5]
- 『離婚妻 オ・ト・コのぬくもり』 : 監督木俣堯喬、主演珠瑠美、製作プロダクション鷹、配給にっかつ、1980年11月7日公開
- 『ある女教師 鞭でうずく』 : 監督梅沢薫、主演あおい恵、製作国映、配給新東宝映画、1980年12月公開
- 『女高性 不純異性交遊』（『ロリータ あぶない関係』） : 監督江夏純、主演蘭童セル、製作プロダクション鷹、配給大蔵映画、1980年公開（フィルムセンター所蔵）[5]

1981年
- 『縛りと檻』 : 監督高橋伴明、主演丘なおみ、製作高橋プロダクション、配給新東宝興業、1981年1月公開（フィルムセンター所蔵）[5]

1993年
- 『変態テレフォンONANIE』 : 監督・主演佐野和宏、主演岸加奈子、製作国映、配給新東宝映画、1993年1月8日公開
- 『森尾歩衣 聖水折檻』 : 監督若月美廣、主演森尾歩衣、製作・配給新東宝映画、1993年3月29日公開（フィルムセンター所蔵）[5]
- 『性感極秘マッサージ 全身愛撫』 : 監督佐野和宏、主演冴木直、製作・配給新東宝映画、1993年10月1日公開（フィルムセンター所蔵）[5]